# Lupus Dei
«Lupus Dei» — другий студійний альбом німецького павер-метал-гурту Powerwolf. Альбом вийшов 7 травня 2007.

## Список композицій
Автор музики і слів Метью Грейвулф, Чарльз Грейвулф, Аттіла Дорн, Фальк Марія Шлегель та Стефан Фюнебр. 
| #     | Назва                           | Тривалість |
| ----- | ------------------------------- | ---------- |
| 1.    | «Lupus Daemonis (Intro)»        | 1:17       |
| 2.    | «We Take It from the Living»    | 4:04       |
| 3.    | «Prayer in the Dark»            | 4:20       |
| 4.    | «Saturday Satan»                | 5:18       |
| 5.    | «In Blood We Trust»             | 3:03       |
| 6.    | «Behind the Leathermask»        | 4:35       |
| 7.    | «Vampires Don't Die»            | 3:09       |
| 8.    | «When the Moon Shines Red»      | 4:25       |
| 9.    | «Mother Mary Is a Bird of Prey» | 3:16       |
| 10.   | «Tiger of Sabrod»               | 3:53       |
| 11.   | «Lupus Dei»                     | 6:08       |
| 43:31 |                                 |            |

| The History Of Heresy I (бонусні треки 2014) | The History Of Heresy I (бонусні треки 2014) | The History Of Heresy I (бонусні треки 2014) |
| #                                            | Назва                                        | Тривалість                                   |
| -------------------------------------------- | -------------------------------------------- | -------------------------------------------- |
| 12.                                          | «We Take It from the Living (вживу)»         | 4:03                                         |
| 13.                                          | «Prayer in the Dark (вживу)»                 | 4:31                                         |
| 14.                                          | «Saturday Satan (вживу)»                     | 5:34                                         |
| 15.                                          | «In Blood We Trust (вживу)»                  | 3:06                                         |
| 16.                                          | «Mother Mary Is a Bird of Prey (вживу)»      | 3:15                                         |
| 17.                                          | «Lupus Dei (вживу)»                          | 6:21                                         |
| 70:16                                        |                                              |                                              |

## Учасники запису
- Аттіла Дорн — вокал
- Метью Грейвулф — електрогітара, ритм-гітара
- Чарльз Грейвулф — бас-гітара, ритм-гітара
- Стефан Фюнебр — ударні
- Фальк Марія Шлегель — клавішні, орган

## Чарти
Альбом не брав участі у чартах.